# روبيرت فان فورين
روبرت فان فورين (والذي كان يستخدم اسم مستعار من جوهانس باكس، بالهولندية): جوهانس باكس، وُلد في 7 يوليو 1959، في مونتريال، في كندا هو ناشط هولندي وعالم سياسي.
وهو أستاذ الدراسات السوفياتية وما بعد السوفياتية في جامعة إيليا الحكومية في تبليسي، وفي جامعة فيتاوتاس ماغنوس في كاوناس، ليتوانيا وكذلك الرئيس التنفيذي للمبادرة العالمية للطب النفسي.

## السيرة الذاتية
وُلد باكس في 7 يوليو 1959، في مونتريال، كيبيك، كندا وتخرج من جامعة أمستردام في عام 1986. في الثمانينات، عمل روبرت في مؤسسة بوكوفسكي ومقرها في أمستردام ومنذ عام 1989 كان مدير لخليفة هذا المركز، المركز العالمي الثاني. منذ عام 1980، زار روبرت الاتحاد السوفياتي بانتظام بما في ذلك أوكرانيا، وجمع معلومات عن قمع المعارضين، وكذلك تهريب ساميزدات المنشورات إلى الغرب. في عام 1986، أصبح روبرت الرئيس التنفيذي للمبادرة العالمية للطب النفسي. وهو أيضًا زميل فخري في الكلية الملكية البريطانية للأطباء النفسيين وعضو شرف في الجمعية الأوكرانية للطب النفسي. في عام 2005، مُنح لقب فارس من قبل الملكة بياتريكس ملكة هولندا لعمله كناشط في مجال حقوق الإنسان. كما أنه لديه الجنسية الليتوانية منذ 11 فبراير 2003 ويعيش في فيلنيوس.
نشر روبرت فان فورين أكثر من اثني عشر كتابا. وتُغطي أعماله إساءة استعمال الطب النفسي في الاتحاد السوفييتي والصين وإصلاحات الصحة النفسية في أوروبا الشرقية، والاتحاد السوفياتي السابق، وأوكرانيا، وجورجيا. ومن المُسلّم به على نطاق واسع مساهمة روبرت فان فورين في إصلاح الطب النفسي الشرعي في دول الاتحاد السوفياتي السابق.
في عام 2015، علّق روبرت على الأزمة الأوكرانية والتدخل العسكري الروسي في الحرب الأهلية السورية.

## مؤلفاته
- روبرت فان فورين. الطب النفسي السياسي في اتحاد الجمهوريات الاشتراكية السوفياتية. أمستردام: اللجنة المؤسسة لمؤسسة فلاديمير بوكوفسكي؛ عام 1983. Political psychiatry in the USSR.
- روبرت فان فورين. كورياجين: رجل يكافح من أجل كرامة الإنسان. الصحافة العالمية الثانية؛ 1987. (رقم دولي معياري للكتاب) 90-71271-07-2. Koryagin: a man struggling for human dignity
- روبرت فان فورين. الاتحاد السوفيتي في القرن الحادي والعشرين. بويتن & شيبيرهيجن؛ 1988. الهولندية. (رقم دولي معياري للكتاب) 9060646835. Pere-strojka of de-strojka?: de Sovjetunie op weg naar de eenentwintigste eeuw [Pere-strojka of de-strojka?: the Soviet Union by the twenty first century].
- روبرت فان فورين. بوكوفسكي، فلاديمير.(غورباتشوف، بين الأمل والوهم). بويتن & شيبيرهيجن؛ 1988. الهولندية. (رقم دولي معياري للكتاب) 9060646738. Gorbatsjov, tussen hoop en illusie [Gorbachev, between hope and illusion]
- روبرت فان فورين.؛ بلوش، سيدني. الاعتداء النفسي السوفياتي في عهد غورباتشوف. الرابطة الدولية المعنية بالاستخدام السياسي للطب النفسي؛ 1989. (رقم دولي معياري للكتاب) 90-72657-01-2. Soviet psychiatric abuse in the Gorbachev era.
- روبرت فان فورين.؛ بون، ألكسندر. القومية في اتحاد الجمهوريات الاشتراكية السوفياتية: مشاكل الجنسيات. المركز العالمي الثاني؛ 1989. (رقم دولي معياري للكتاب) 9071271102. Nationalism in the USSR: problems of nationalities
- روبرت فان فورين. المعارضون والجنون والجنون: من الاتحاد السوفياتي ليونيد بريجنيف إلى «الاتحاد السوفيتي» من فلاديمير بوتين. أمستردام-نيويورك: رودوبي؛ 2009B. (رقم دولي معياري للكتاب) 978-90-420-2585-1. On dissidents and madness: from the Soviet Union of Leonid Brezhnev to the "Soviet Union" of Vladimir Putin.
- روبرت فان فورين.الحرب الباردة في الطب النفسي: العوامل البشرية، الجهات الفاعلة السرية. أمستردام-نيويورك: رودوبي؛ 2010C.(رقم دولي معياري للكتاب) 90-420-3048-8. Cold War in psychiatry: human factors, secret actors.
- روبرت فان فورين. الماضي غير المكتسب: المحرقة في ليتوانيا.كاوناس. فيتوتاس ماغنوس ونيفرزيتي؛ 2011. الليتوانية. (رقم دولي معياري للكتاب) 9955127163.. Neįsisavinta praeitis: Holokaustas Lietuvoje [Undigested past: the Holocaust in Lithuania].
- روبرت فان فورين. ماضٍ غير مهضوم: المحرقة في ليتوانيا. أمستردام-نيويورك: رودوبي؛ 2011. (رقم دولي معياري للكتاب) 940120070X. Undigested past: the Holocaust in Lithuania